# Holzvollernter

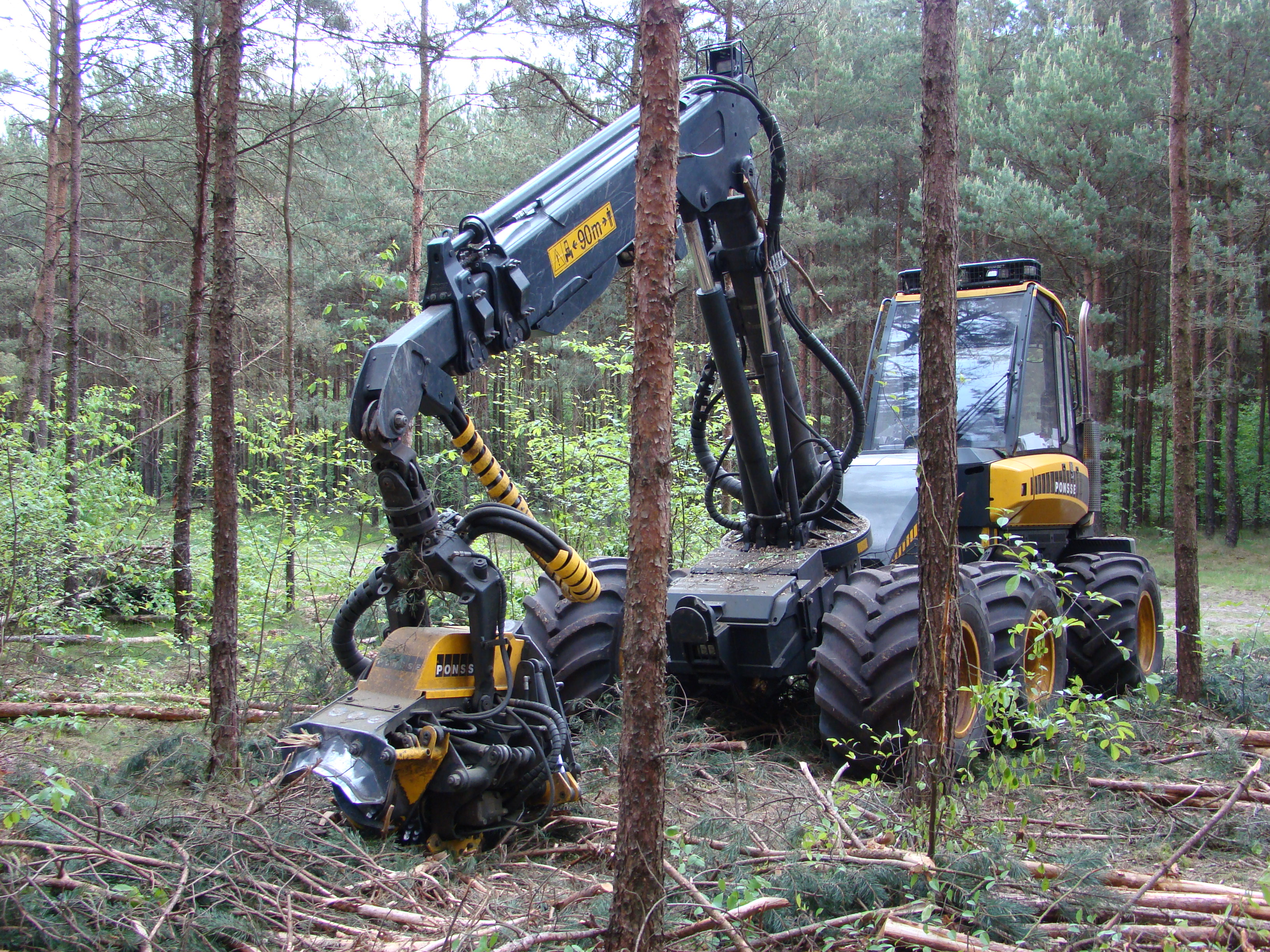
Holzvollernter in Kiefernwald

Als Holzvollernter, Waldvollernter, Kranvollernter oder Harvester bezeichnet man spezielle Holzernte-Maschinen in der industriellen Waldwirtschaft.
Die Maschinen fixieren die Bäume, fällen sie und können die Stämme entasten und für den Abtransport mit schweren Transportmaschinen (Forwarder) ablegen. Werden gleichzeitig noch die Äste zu Hackschnitzeln zerkleinert, spricht man von einem Hackschnitzelharvester.
Als schwere Waldmaschinen benötigen sie ein engmaschigeres Rückegassennetz als die hergebrachte Bearbeitung und ermöglichen es, einige Arbeitsschritte wie die Zuordnung der Holzabschnitte zu sogenannten Sortimenten sofort an Ort und Stelle zu erledigen. Sie haben die Forstbewirtschaftung weltweit verändert und beschleunigt. In Deutschland wurden sie erstmals in großem Umfang zur Aufarbeitung der Windwürfe durch die Orkantiefs „Vivian“ (26. Februar 1990) und „Wiebke“ (1. März 1990) eingesetzt; seither nimmt der Anteil der Holzvollernter am Einschlagvolumen ständig zu, was auch wegen der verringerten Unfallrisiken als sinnvoll angesehen wird.

## Ausstattung
Heute werden überwiegend folgende Holzvollerntertypen eingesetzt (allgemein die Definition einer Maschine, die mehrere Arbeitsschritte durchführt, die man auch als Prozesse bezeichnen kann. Speziell: Forstmaschine). Es gibt verschiedene Arten an Holzvollerntern wie zum Beispiel:
1. Rad-Holzvollernter, mit zwei bis vier Achsen (teilweise Bogie-Achsen)
2. Bagger, mit Holzvollernter-Kopf und Raupenfahrwerk
3. Schreitharvester, ebenfalls mit Holzvollernter-Kopf und Füßen bzw. Stelzen[3] und selten auch
4. Schiebe-Holzvollernter mit in Fahrtrichtung verschiebbaren Hinterrädern[4]

In der Forstwirtschaft werden Holzvollernter vor allem für Nadelholz eingesetzt. Beim Laubholz ist die Entastungsqualität unbefriedigend. Es gibt spezielle Ausführungen für den Einsatz in schwachem, mittlerem oder starkem Holz.

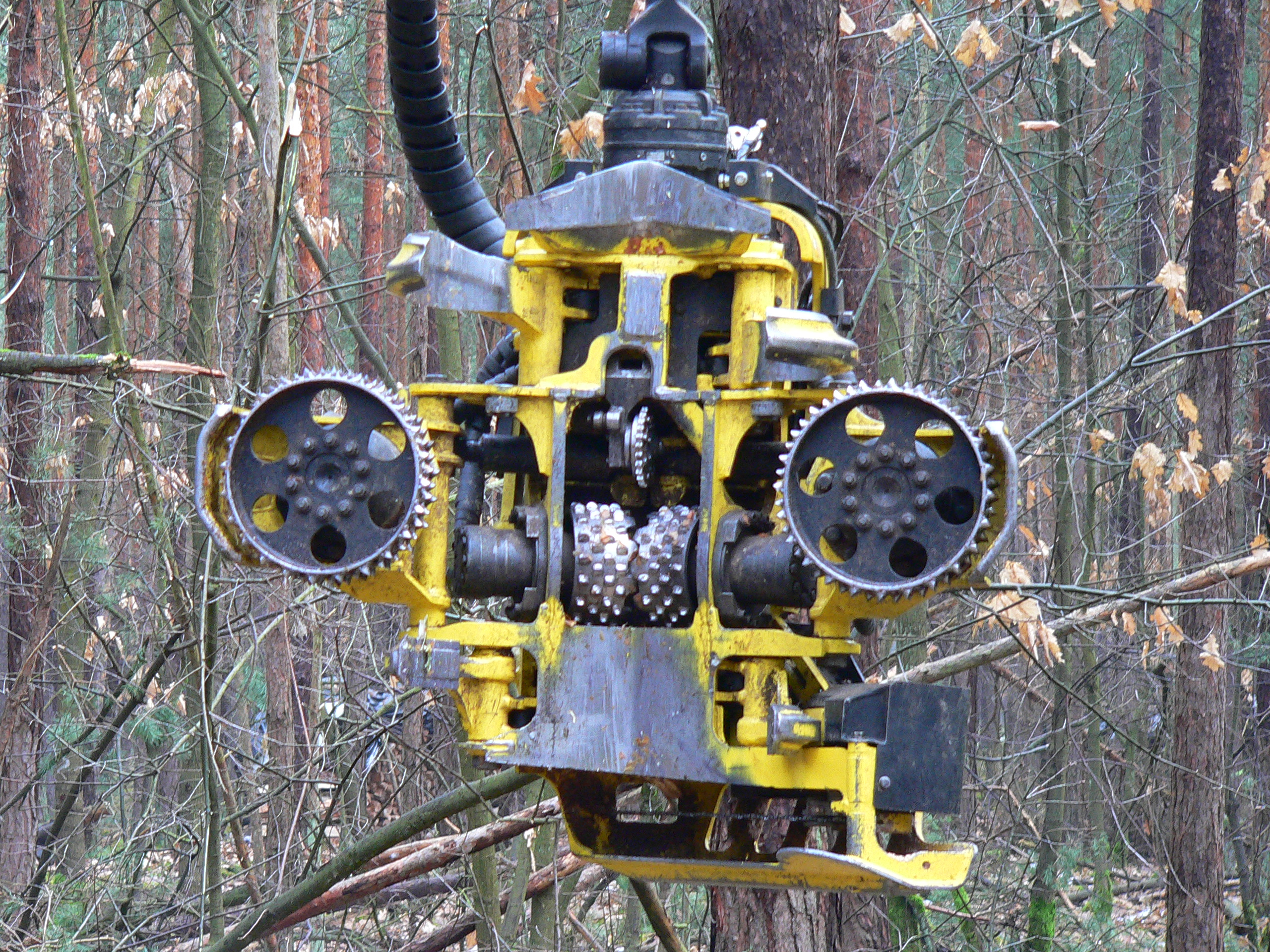
Arbeitskopf des Holzvollernters 1170E von John Deere

Die Maschinen besitzen meist einen zehn bis fünfzehn Meter langen Kranarm, an dessen Ende der Fällkopf (Prozessor) frei beweglich montiert ist. Der Fällkopf ist mit Vorschubrädern (-walzen), Messeinheit, hydraulisch angetriebener Kettensäge und Entastungsmessern ausgestattet. Statt einer Kettensäge ist in seltenen Fällen auch ein Kreissägeblatt verbaut. Manche Maschinen sind mit entsprechend der Steigung neigbaren Kabinen ausgerüstet, bei anderen kann die gesamte Maschine trotz Geländeneigung in die Horizontale gebracht werden. Eine Klimaanlage ist eingebaut, häufig auch eine automatische Vorheizung des Hydrauliköls und der Kabine vor Arbeitsbeginn. Rad-Holzvollernter besitzen Niederdruck-Niederquerschnittsreifen bis 70 cm Reifenbreite zum bodenschonenden Einsatz. Bei Nässe oder Schnee können zusätzlich Ketten bzw. Metallbänder angebracht werden. Trotz dieser Ausstattung sind auf weichen Böden erhebliche Schäden nicht ausgeschlossen. Teilweise wird von Fahrspuren mit bis zu 70 cm Tiefe berichtet.
Das Kuratorium für Waldarbeit und Forsttechnik (KWF) teilt Harvester gestaffelt nach Leistung in Kilowatt (kW) in drei Klassen ein:
- Kleinharvester: bis 70 kW (95 PS): in der Praxis aktuell für Baumdurchmesser bis ca. 30 cm
- Mittlere Harvester: 70 kW bis 140 kW: in der Praxis aktuell für Baumdurchmesser bis ca. 60 cm
- Große Harvester: über 140 kW (190 PS): in der Praxis aktuell für Baumdurchmesser bis ca. 100 cm (Serienaggregate/Köpfe) und mehr (Sonderlösungen).

Kleinharvester wie der 560H vom schwedischen Hersteller Malwa Forest sind für Schwachholz bis 30 cm Baumdurchmesser geeignet. Sein Motor leistet 55 kW und er ist aufgrund seines niedrigen Gesamtgewichtes von 5,7 Tonnen auch dort einsetzbar, wo geringer Bodendruck erforderlich ist. Die gängigen Harvestertypen sind „mittelgroß“ oder „groß“. In der Praxis häufig verwendete Maschinen wie etwa der John Deere 1270, Ponsse Ergo oder solche von Komatsu wie die Typen 911, 931 oder 951 haben allesamt mehr als 140 kW Leistung und werden daher als große Harvester klassifiziert. Mit Fahrzeuggewichten ab 15 Tonnen erzeugen sie – je nach Achsanzahl und Radgrößen – teils sehr hohe Bodendrücke.
Die Kraft wird ausschließlich hydraulisch übertragen, die Steuerung aller Funktionen erfolgt elektrisch bzw. mit hydraulischer Vorsteuerung. Die sehr umfangreiche Hydraulikanlage muss, wenn es der Waldeigentümer verlangt, nach neuesten PEFC- und FSC-Standards mit biologisch abbaubaren Hydraulikflüssigkeiten befüllt sein. Eine Vakuumpumpe verringert bei Reparaturen den Austritt von Öl; zudem ist der Kran mit einem Absperrventil oder -hahn versehen, der den Ölfluss zum Aggregat schließt und so bei einer Havarie das Öl zurückhält. Bagger-Holzvollernter besitzen überwiegend zur Seite abgeflachte Ketten mit abgerundeten Stegen zur Verringerung von Boden- bzw. Bestandsschäden. Schäden in den Waldbeständen treten in der Regel in Form von unterirdischen Wurzelrissen als Folge von Scherkräften auf. An den Forstwegen entstehen bei Drehbewegungen Schäden an der Deckschicht.

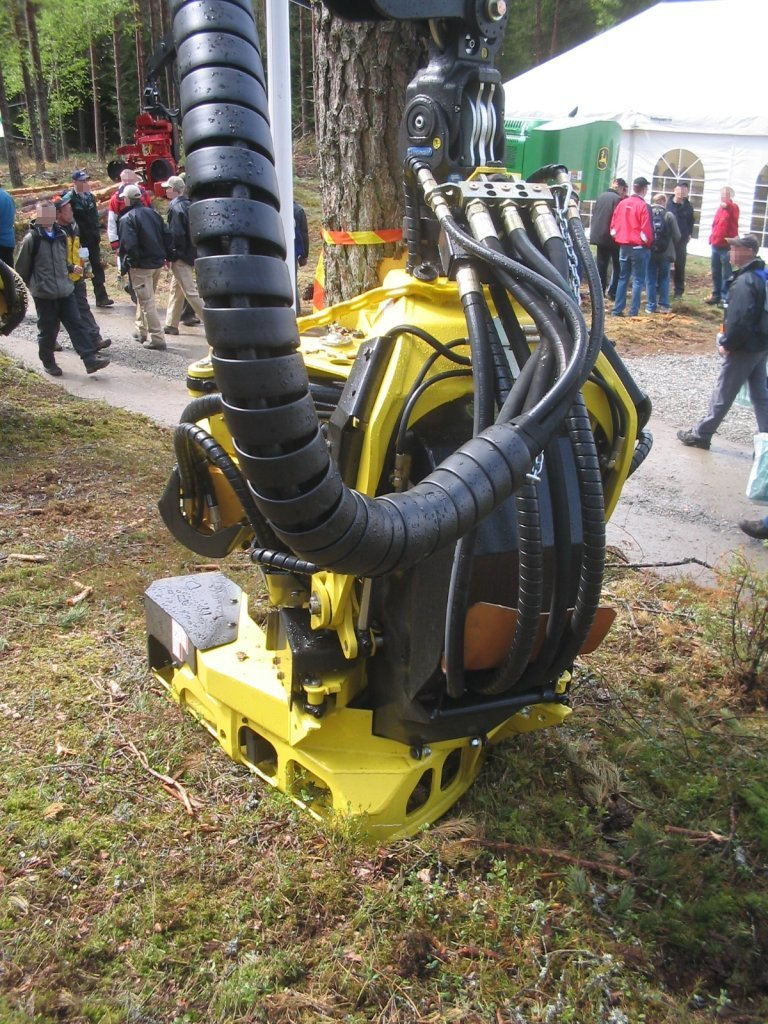
Holzvollernter-Kopf (Hydraulik)

Einsatzschwerpunkte des Bagger-Holzvollernters sind wegen des geringen Bodendrucks (zur Vermeidung von Bodenverdichtung) einerseits Nassböden, andererseits Steilhänge bis etwa 50 % Gefälle wegen seiner gegenüber dem Rad-Holzvollernter besseren Steigfähigkeit. Allerdings besteht bei den Raupen- bzw. Kettenantrieben der Nachteil, dass diese durch Stubben oder andere spitze Gegenstände beschädigt werden können. Beim Umsetzen des Bagger-Holzvollernters ist die geringe Laufwerksgeschwindigkeit (etwa 5 km/h) und die Gefahr von Schäden an Asphaltstraßen (Einsatz eines Tiefladers erforderlich) von Nachteil. Die Maschinen sind rundum mit etwa 15 Arbeitsscheinwerfern ausgestattet, die es erlauben, auch nachts zu arbeiten.
Die Holzvollernter sind inzwischen mit GPS, mobiler Kommunikation und einem Bordcomputer ausgestattet, der die Holzhaushaltung und Sortenbildung unterstützt. Die aufgearbeiteten Holzmassen können gespeichert und Holzlisten ausgedruckt werden. Die Genauigkeit der gemessenen Holzmassen ist in starkem Maß vom verwendeten Sensorsystem, der gefällten Baumart, der richtigen Berücksichtigung des notwendigen Rindenabzugs und nicht zuletzt regelmäßiger, dokumentierter Kalibrierung abhängig. Messabweichungen gegenüber der Werksvermessung bzw. manuellen Holzaufnahme sind die Regel. Bei gut eingestellten Systemen liegen die Abweichungen bei akzeptablen 2 bis 4 % über dem Werkseingangsmaß, stärkere Abweichungen sind aber nicht selten. Aus diesem Grund ist neben der Ermittlung der Stückzahl auch eine Raummaßerfassung des eingeschlagenen Holzes an der Forststraße sinnvoll.

## Einsatzbereich
Ursprünglich wurden Holzvollernter in der Durchforstung schwacher Nadelholzbestände eingesetzt, mittlerweile aber auch in der Stammholzernte (meist Nadelholz, teilweise auch in Laubholz-Buchenbeständen). Die stärksten Fällköpfe können Stämme bis 70 cm Brusthöhendurchmesser (BHD) bewältigen. Vollernter können zwischen fünf und dreißig Festmeter (fm) Holz in der Stunde aufarbeiten, was vor allem von der Stärke des geernteten Holzes abhängig ist.
In stärker geneigtem Gelände werden spezielle Raupen-Holzvollernter (z. B. Valmet 911.1 X3M) eingesetzt. Eine weitere Spezialentwicklung ist der sechsbeinige Schreit-Holzvollernter, der in Finnland zur Durchforstung von Beständen auf staunassen oder anmoorigen Böden entwickelt wurde. Für den Einsatz im Steilhang erwies sich diese Maschine jedoch als nicht geeignet.
Bei der Aufarbeitung von Sturmholz vermindert der Einsatz dieser Maschinen die Unfallgefahr erheblich, da die gefährlichen Spannungen der geworfenen Bäume außerhalb des menschlichen Gefahrenbereiches gelöst werden.
In der Schweiz wurden große Raupenharvester erstmals zum Aufschneiden von alten Kopfbäumen und zur Kappung ganzer Bäume in 3 bis 5 Metern Höhe eingesetzt. Durch die Kappung erwartet man in 15 bis 20 Jahren zu neuen Kopfbäumen zu kommen, die als Kulturform sehr höhlenreich sind.
Auf Grund der zunehmenden Bedeutung der Bioenergie wurden von bekannten Forstmaschinenherstellern Kombinationen aus Harvester und Mobilhacker, sogenannte Hackschnitzelharvester, entwickelt. Bei diesem Maschinentyp wird während der Holzernte anfallendes Restholz und Kronenabschnitte im gleichen Arbeitsgang zu Hackschnitzeln verarbeitet. Eine andere Kombination kommt vom finnischen Hersteller Pinox. Hier werden mit einem Zusatzaggregat hauptsächlich Kronenabschnitte zu transportgerechten Bündeln gepresst, die ebenfalls zur Energiegewinnung genutzt werden.

## Internationaler Einsatz

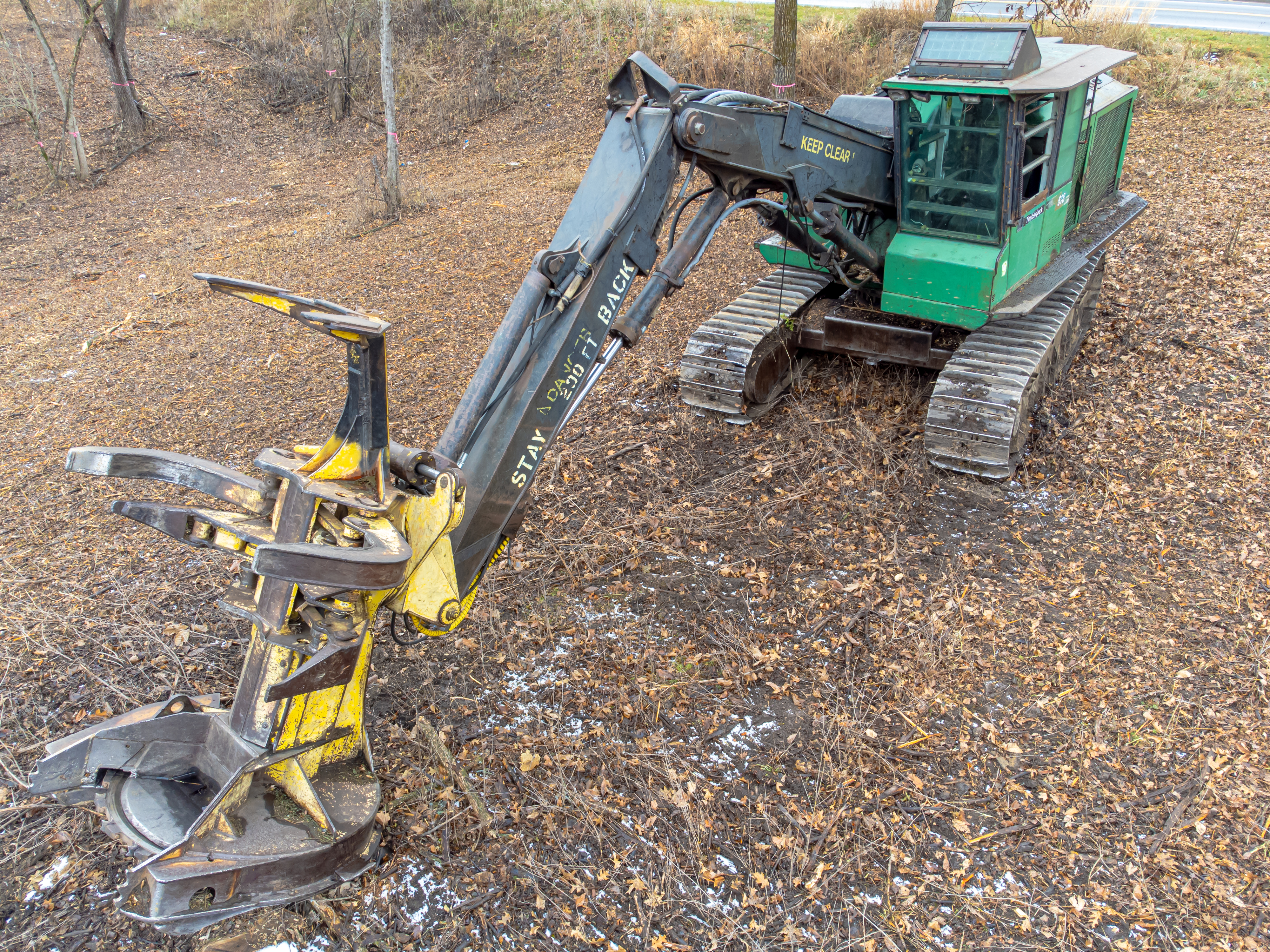
Feller Buncher

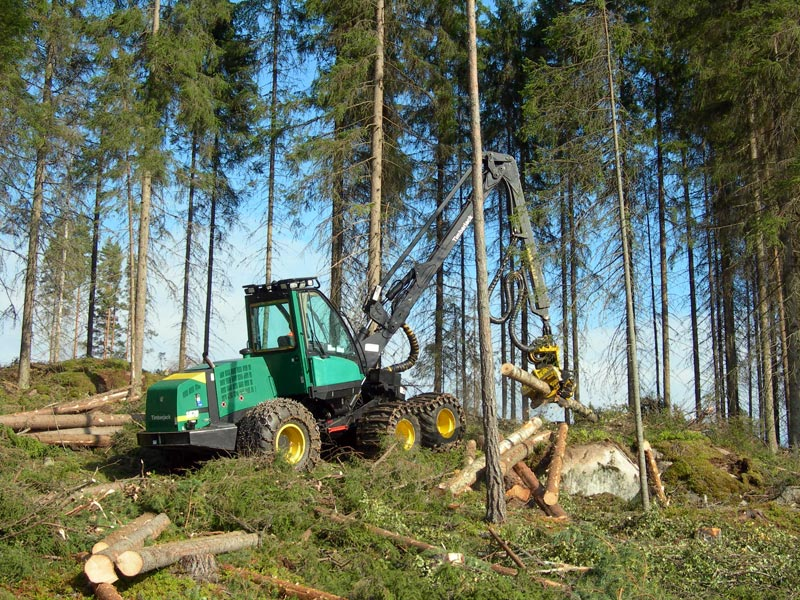
Timberjack 1070 D Holzvollernter

In Mitteleuropa arbeiten diese Maschinen einen Anteil zwischen 30 und 50 Prozent des Einschlagsvolumens auf – mit sehr stark steigender Tendenz. 
In Deutschland wurden sie erstmals in großem Umfang zur Aufarbeitung der anders nicht zu bewältigenden Windwürfe durch die Orkantiefs „Vivian“ (26. Februar 1990) und „Wiebke“ (1. März 1990) eingesetzt; seither nimmt der Anteil der Holzvollernter am Einschlagsvolumen beständig zu.
In Skandinavien (vor allem Schweden und Finnland) werden diese Maschinen seit den frühen 1980er Jahren eingesetzt. Mittlerweile wird dort fast die gesamte Holzernte hochmechanisiert durchgeführt. 
In Nordamerika werden Holzvollernter in geringerer Zahl auch eingesetzt. Dort werden aufgrund der Holzdimension sogenannte Fällersammler (Feller Buncher) eingesetzt, die mit ihren deutlich größeren Fällköpfen Bäume bis zu einem BHD von einem Meter fällen können.
In tropischen Plantagen werden sie zur Ernte von Monterey-Kiefern- (Pinus radiata) und Eukalyptusbeständen eingesetzt. Die Baumdimensionen und die Vollbefahrung der Fläche lassen Arbeitsleistungen von bis zu 50 fm in der Stunde zu.

## Arbeitsverfahren

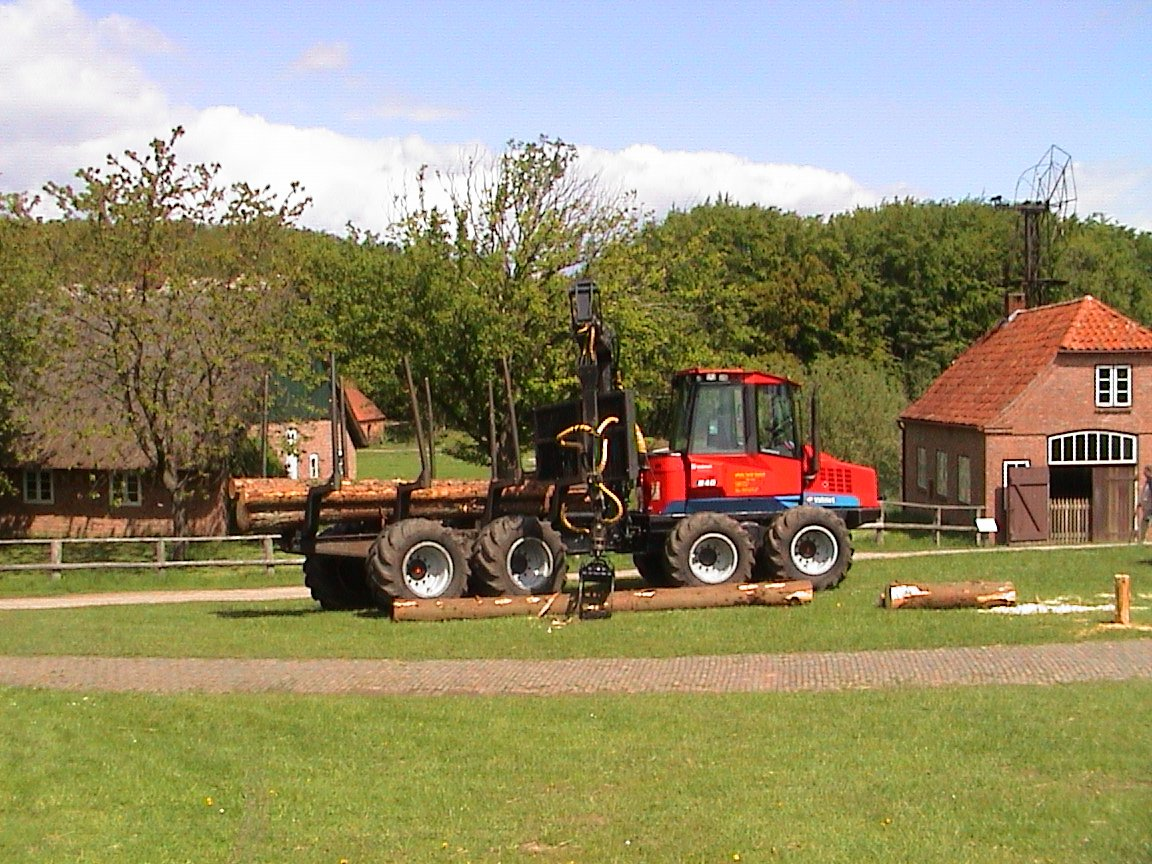
Tragrückschlepper

Der Vollernter fällt, entastet und teilt das Holz. Anschließend wird es in Rauhbeugen am Rückeweg abgelegt. Der Transport zur nächsten LKW-befahrbaren Forststraße, das Holzrücken, wird vom nachfolgenden Tragschlepper (Forwarder) oder mit einer Seilkrananlage erledigt. Außer im Sturmholz arbeitet der Vollernter von Gassen aus, die er sich bei der ersten Durchforstung eines Bestandes selbst anlegt und auf denen anschließend auch der Forwarder fährt. Bei jeder im Abstand von 5 bis 10 Jahren folgenden Durchforstung werden immer wieder die gleichen Rückegassen benutzt. Mit Kranreichweiten bis 10 m können so Flächen mit Gassenabständen von 20 m bearbeitet werden. Sind weitere Gassenabstände gefordert oder wird im Steilhang gearbeitet, so wird motormanuell, also mit der Motorsäge, zugefällt.
Im ebenen Gelände legt der Vollernter die abgestreiften Äste als Polster auf die Fahrgasse. Dadurch wird der Bodendruck der fahrenden Maschine zusätzlich vermindert. Die aufgearbeiteten Stämme werden seitlich, unterschieden nach Sortimenten, abgelegt. Eine farbliche Kennzeichnung der Sortimente nach Käufer ist möglich, auch um schwer voneinander zu unterscheidende Sortimente zu kennzeichnen. Die spezielle Bauform des Hackschnitzelharvesters verarbeitet, wie oben beschrieben, auch die abgestreiften Äste. Die Äste und Baumkronen können aber auch mit nachfolgenden mobilen Kleinhacker-Maschinen oder einer Kombination aus Forwarder und Großhacker zu Hackschnitzeln zerkleinert und abtransportiert werden.

## Auswirkungen auf die Waldarbeit
Da Vollernter in den Vornutzungsbeständen produktiver und kostengünstiger sind als motormanuelles Vorgehen, nimmt ihr Einsatz in Deutschland beständig zu. Vor allem tragen sie erheblich zur Arbeitssicherheit bei, da manuelle Baumfällarbeiten mit Motorsäge / Handsäge äußerst unfallträchtig sind. Darüber hinaus verringern sie Berufskrankheiten, da Hautkontakte mit den Bäumen etc. entfallen.
Derzeit werden in Europa (inklusive Deutschland) ca. 80 bis 90 % der Holzernte mit Vollerntern nach der Kurzholzmethode ausgeführt. Ein wesentlicher positiver Aspekt neben der sehr viel höheren Wirtschaftlichkeit ist die drastische Reduzierung der Unfälle bei der manuellen Holzernte. Der Einsatz der Vollernter führt meist auch zu einem Personalabbau bei den Forstbetrieben und zu einer veränderten Qualifikationsstruktur in der Waldarbeit. Andererseits hilft die Automation zu mehr und besseren Infos, die dann zur Optimierung der Waldarbeit sowie des gesamten Betriebes inklusive Fuhrpark führt. Teilweise kompensieren neue Tätigkeiten (Überwachung mittels Telematik, Verbesserung von Logistikabläufen etc.) dann den Personalabbau. Viele Betriebe wickeln den Holzeinschlag ganz oder teilweise über Forst-Dienstleistungsunternehmer ab. Aufgrund des häufigen Einsatzes der Holzvollernter plus Forwarder und andere Forstmaschinen können solche hochspezialisierten Holzeinschlagsunternehmer die Holzernte auch in Vornutzungsbeständen sehr viel kostengünstiger bieten. All das führt selbstverständlich zu einer Strukturveränderung im Bereich der Waldarbeit, so wie es jegliche Automatisierung tut.
Es wird berichtet (Rheinauewald Baden-Württemberg 2015/2016), dass vom „Eschensterben“ (Schlauchpilzbefall) betroffene Bäume für den Holzfäller sehr gefährlich werden können, da faule Wurzeln den Bäumen unter Umständen keinen ausreichenden Halt mehr bieten. Solche Bäume können ohne Vorwarnung beim Fällen umstürzen und den Holzfäller verletzen oder töten. In jenen Bereichen wird die Esche derzeit auf Anweisung der Forstverwaltung nur noch mit Vollerntern eingeschlagen.

## Ökologische Schäden
Schäden durch den Einsatz schwerer Maschinen sind Gegenstand von Langzeitstudien. Probleme entstehen durch Bodenverdichtung und Wurzelschädigungen besonders auf labilen Standorten. Diese Probleme sind dabei nicht per se mit dem Einsatz eines Harvesters verbunden, sondern gelten allgemein für schwere Forstmaschinen. Bis gesicherte Untersuchungsergebnisse der Langzeitstudien vorliegen, wird angeraten, auf kritischen Standorten den Abstand der Rückegassen zu vergrößern und motormanuell vorzuliefern oder anderen Holzernteverfahren den Vorzug zu geben (Seilkran z. B. auch in ebenem Gelände oder Rückepferde). Vor allem an Hanglagen sollten große und schwere Maschinen gemieden werden.
Es konnte nachgewiesen werden, dass fast jeder zweite Baum entlang der Fahrspur von Erntemaschinen Verletzungen zeigte. Pilze konnten so leichter eindringen und über Wurzelverflechtungen auf weitere Bäume übergreifen. Die Bodenverdichtung bei Holzvollerntereinsatz verhindert die Wasser- und Luftaufnahme im Boden. In der Folge nimmt die Zahl Humus bildender Organismen ab.
Es werden weitere Bilanzierungen erforderlich sein, um Schaden (Boden, Druck) und Nutzen (Schutzraum für Kleintiere im Reisig, Pilze usw.) zu ermitteln. Hinsichtlich des Kraftstoffverbrauches muss der Gesamtverbrauch je Erntefestmeter motormanuell (Motorsäge, Schleifen des Holzes mit Winde und Schlepper zum Fahrweg) mit dem Verbrauch des Vollernters je Erntefestmeter verglichen werden. Letzterer kann etwa die zehn- bis zwanzigfache Ernteleistung gegenüber der motormanuellen Holzernte erbringen.
Die Diskussionen über die ökologischen Auswirkungen dauern an.